# Lista de património edificado no distrito de Viseu
Esta lista é uma sublista da Lista de património edificado em Portugal para o Distrito de Viseu, ordenada alfabeticamente por concelho, baseada nas listagens do IPPAR de Março de 2005 e atualizações.
Legenda:
- Os monumentos podem eventualmente ter várias designações, sendo estas separadas nesse caso pela conjunção "ou";
- Por vezes vários edifícios fazem parte de uma mesma classificação patrimonial, sendo nesse caso separados pela conjunção "e";
- A existência de dois graus de classificação diferente para um mesmo monumento (usualmente VC e outro) significa que este aguarda uma classificação definitiva, se bem que tenha sido homologado com o grau indicado (ex: VC-IIP é um imóvel em vias de classificação, homologado com o grau de Imóvel de Interesse Público).

Observação: São preservadas as denominações adoptadas pelo IPPAR, mesmo que elas apresentem outras alternativas. Nestes casos há redireccionamento para aquela em que o artigo está redigido, podendo ou não esta designação aparecer na lista.

## Armamar
| ID      | Designações                                                | Categoria              | Tipologia  | Freguesia    | Grau | Ano  | Coordenadas                  | Imagem       |
| ------- | ---------------------------------------------------------- | ---------------------- | ---------- | ------------ | ---- | ---- | ---------------------------- | ------------ |
| 70540   | Igreja de São Miguel (Armamar) ou Igreja Matriz de Armamar | Arquitectura religiosa | Igreja     | Armamar      | MN   | 1922 | 41.109432° N 7.692711° O     | Mais imagens |
| 74855   | Marco granítico 83                                         | Arquitectura civil     | Marco      | Folgosa      | IIP  | 1946 | 41.15056164° N 7.67687811° O |              |
| 74046   | Marcos graníticos 80 e 81                                  | Arquitectura civil     | Marco      | Fontelo      | IIP  | 1946 | 41.13904725° N 7.72817303° O |              |
| 7169615 | Pelourinho de Goujoim                                      | Arqueologia            | Pelourinho | Goujoim      | IIP  | 1933 | 41.089697° N 7.632901° O     |              |
| 69770   | Ponte antiga de Santo Adrião sobre o rio Tedo              | Arquitectura civil     | Ponte      | Santo Adrião | IIP  | 1983 | 41.128567° N 7.633222° O     |              |
| 74969   | Marco granítico 86                                         | Arquitectura civil     | Marco      | Santo Adrião | IIP  | 1946 | 41.14591294° N 7.64117492° O |              |
| 72995   | Marco granítico 82                                         | Arquitectura civil     | Marco      | Vila Seca    | IIP  | 1946 | 41.12528091° N 7.66644272° O |              |
| 72996   | Marco granítico 84                                         | Arquitectura civil     | Marco      | Vila Seca    | IIP  | 1946 | 41.14956961° N 7.65425134° O |              |
| 72997   | Marco granítico 85                                         | Arquitectura civil     | Marco      | Vila Seca    | IIP  | 1946 | 41.12528091° N 7.66644272° O |              |
| 341935  | Capela de Nossa Senhora das Neves                          | Arquitectura religiosa | Capela     | Vila Seca    | VC   | 2001 |                              |              |

 Legenda: PM - Património Mundial · MN - Monumento Nacional · IIP - Imóvel de Interesse Público · MIP - Monumento de Interesse Público · CIP - Conjunto de Interesse Público · SIP - Sítio de Interesse Público · IIM - Imóvel de Interesse Municipal · MIM - Monumento de Interesse Municipal · CIM - Conjunto de Interesse Municipal · SIM - Sítio de Interesse Municipal · VC - Em vias de classificação · SPL - Sem proteção legal

## Carregal do Sal
| ID     | Designações                                                | Categoria              | Tipologia  | Freguesia          | Grau | Ano  | Coordenadas                  | Imagem       |
| ------ | ---------------------------------------------------------- | ---------------------- | ---------- | ------------------ | ---- | ---- | ---------------------------- | ------------ |
| 72250  | Casa do Passal ou Casa do Doutor Aristides de Sousa Mendes | Arquitectura civil     | Casa       | Cabanas de Viriato | MN   | 2011 |                              | Mais imagens |
| 70598  | Dólmen da Orca ou Lapa da Orca ou Orca de Fiais da Telha   | Arqueologia            | Dólmen     | Oliveira do Conde  | MN   | 1974 | 40.44306571° N 7.93863652° O | Mais imagens |
| 70599  | Túmulo de Fernão Gomes de Góis                             | Arquitectura religiosa | Túmulo     | Oliveira do Conde  | MN   | 1910 | 40.43936315° N 7.96682797° O | Mais imagens |
| 71017  | Capela de Nossa Senhora dos Carvalhais                     | Arquitectura religiosa | Capela     | Oliveira do Conde  | IIM  | 1997 | 40.4579862° N 7.97985692° O  |              |
| 72251  | Casa e Capela dos Cabris                                   | Arquitectura civil     | Casa       | Oliveira do Conde  | IIM  | 2004 | 40.44990326° N 7.99755723° O |              |
| 72377  | Casa Grande de Oliveira do Conde                           | Arquitectura civil     | Casa       | Oliveira do Conde  | IIP  | 1977 | 40.43936315° N 7.96682797° O |              |
| 72378  | Casa da Oliveirinha (incluindo jardim e tulha)             | Arquitectura civil     | Casa       | Oliveira do Conde  | IIP  | 1997 | 40.451668° N 7.96926163° O   |              |
| 72379  | Pelourinho de Oliveira do Conde                            | Arquitectura civil     | Pelourinho | Oliveira do Conde  | IIP  | 1933 | 40.439538° N 7.968633° O     | Mais imagens |
| 72380  | Solar dos Soares de Albergaria                             | Arquitectura civil     | Solar      | Oliveira do Conde  | IIP  | 1974 | 40.4372784° N 7.98343934° O  |              |
| 155617 | Casa Dr. Juiz ou Casa Amarela ou Casa da Frente            | Arquitectura civil     | Casa       | Oliveira do Conde  | IIM  | 2004 | 40.43936315° N 7.96682797° O |              |

 Legenda: PM - Património Mundial · MN - Monumento Nacional · IIP - Imóvel de Interesse Público · MIP - Monumento de Interesse Público · CIP - Conjunto de Interesse Público · SIP - Sítio de Interesse Público · IIM - Imóvel de Interesse Municipal · MIM - Monumento de Interesse Municipal · CIM - Conjunto de Interesse Municipal · SIM - Sítio de Interesse Municipal · VC - Em vias de classificação · SPL - Sem proteção legal

## Castro Daire
| ID     | Designações                                                              | Categoria              | Tipologia           | Freguesia       | Grau | Ano  | Coordenadas                  | Imagem       |
| ------ | ------------------------------------------------------------------------ | ---------------------- | ------------------- | --------------- | ---- | ---- | ---------------------------- | ------------ |
| 73409  | Pelourinho de Alva                                                       | Arquitectura civil     | Pelourinho          | Alva            | IIP  | 1933 | 40.85147172° N 7.95405728° O |              |
| 72922  | Castro do Cabeço dos Mouros                                              | Arqueologia            | Castro              | Cabril          | VC   | 1980 |                              |              |
| 71041  | Capela das Carrancas                                                     | Arquitectura religiosa | Capela              | Castro Daire    | IIM  | 1982 | 40.89829226° N 7.93489681° O |              |
| 71042  | Casa da Cerca (Castro Daire)                                             | Arquitectura civil     | Casa                | Castro Daire    | IIM  | 1982 | 40.89829226° N 7.93489681° O |              |
| 73775  | Igreja Matriz de Castro Daire                                            | Arquitectura religiosa | Igreja              | Castro Daire    | IIP  | 1993 | 40.89829226° N 7.93489681° O |              |
| 73776  | Capela de São Sebastião (Castro Daire)                                   | Arquitectura religiosa | Capela              | Castro Daire    | IIP  | 1961 | 40.89829226° N 7.93489681° O |              |
| 73777  | Pelourinho de Castro Daire                                               | Arquitectura civil     | Pelourinho          | Castro Daire    | IIP  | 1933 | 40.896339° N 7.935715° O     |              |
| 70322  | Igreja de Nossa Senhora da Conceição (Ermida) ou Igreja Matriz de Ermida | Arquitectura religiosa | Igreja              | Ermida          | MN   | 1916 | 40.92443907° N 7.97404417° O | Mais imagens |
| 155628 | Igreja de Ester                                                          | Arquitectura religiosa | Igreja              | Ester           | IIP  | 2002 | 40.91549936° N 8.03223026° O |              |
| 74853  | Pelourinho de Campo Benfeito                                             | Arquitectura civil     | Pelourinho          | Gosende         | IIP  | 1933 | 40.997267° N 7.927496° O     |              |
| 74854  | Pelourinho de Rossão                                                     | Arquitectura civil     | Pelourinho          | Gosende         | IIP  | 1933 | 40.986077° N 7.935364° O     |              |
| 74678  | Pelourinho de Mões                                                       | Arquitectura civil     | Pelourinho          | Mões            | IIP  | 1933 | 40.867464° N 7.885235° O     |              |
| 73184  | Inscrição (Lamas de Moledo) (num penedo)                                 | Arqueologia            | Inscrição           | Moledo          | IIP  | 1953 | 40.83147514° N 7.90914331° O |              |
| 74440  | Inscrição (Moledo) (gravada num Penedo)                                  | Arqueologia            | Inscrição           | Moledo          | IIP  | 1953 |                              |              |
| 72147  | Igreja Paroquial da Parada                                               | Arquitectura religiosa | Igreja              | Parada de Ester | VC   | 1999 |                              |              |
| 73826  | Muralha das Portas de Montemuro (ruínas) vidé Cinfães                    | Arqueologia            | Povoado fortificado | Parada de Ester | IIP  | 1974 | 41.73951667° N 7.47175° O    |              |

 Legenda: PM - Património Mundial · MN - Monumento Nacional · IIP - Imóvel de Interesse Público · MIP - Monumento de Interesse Público · CIP - Conjunto de Interesse Público · SIP - Sítio de Interesse Público · IIM - Imóvel de Interesse Municipal · MIM - Monumento de Interesse Municipal · CIM - Conjunto de Interesse Municipal · SIM - Sítio de Interesse Municipal · VC - Em vias de classificação · SPL - Sem proteção legal

## Cinfães
| ID      | Designações                                                | Categoria              | Tipologia     | Freguesia            | Grau | Ano  | Coordenadas                  | Imagem       |
| ------- | ---------------------------------------------------------- | ---------------------- | ------------- | -------------------- | ---- | ---- | ---------------------------- | ------------ |
| 71489   | Penedo de granito com motivos insculturados e esculturados | Arqueologia            | Arte rupestre | Cinfães              | IIM  | 1978 | 41.0686087° N 8.08078067° O  |              |
| 74254   | Pelourinho de Cinfães                                      | Arquitectura civil     | Pelourinho    | Cinfães              | IIP  | 1933 | 41.074651° N 8.095002° O     |              |
| 72808   | Igreja de Ferreiros de Tendais ou Igreja de São Cristóvão  | Arquitectura religiosa | Igreja        | Ferreiros de Tendais | IIM  |      |                              |              |
| 69913   | Pelourinho de Nespereira                                   | Arquitectura civil     | Pelourinho    | Nespereira           | IIP  | 1933 | 41.00282° N 8.159861° O      |              |
| 5528016 | Casa da Calçada                                            | Arquitectura civil     | Casa          | Oliveira do Douro    | IIP  |      | 41.08693495° N 8.04067142° O |              |
| 72878   | Ilhota do Outeiro                                          | n/a                    | n/a           | Souselo              | IIP  |      | 41.06656936° N 8.25864989° O |              |
| 72879   | Igreja Românica de Escamarão                               | Arquitectura religiosa | Igreja        | Souselo              | IIP  | 1950 | 41.72906111° N 7.49119444° O | Mais imagens |
| 70661   | Igreja de Santa Maria Maior (Tarouquela)                   | Arquitectura religiosa | Igreja        | Tarouquela           | MN   | 1945 | 41.06770822° N 8.18310165° O | Mais imagens |

 Legenda: PM - Património Mundial · MN - Monumento Nacional · IIP - Imóvel de Interesse Público · MIP - Monumento de Interesse Público · CIP - Conjunto de Interesse Público · SIP - Sítio de Interesse Público · IIM - Imóvel de Interesse Municipal · MIM - Monumento de Interesse Municipal · CIM - Conjunto de Interesse Municipal · SIM - Sítio de Interesse Municipal · VC - Em vias de classificação · SPL - Sem proteção legal

## Lamego
| ID      | Designações                                                                                                | Categoria              | Tipologia   | Freguesia                   | Grau | Ano  | Coordenadas                  | Imagem       |
| ------- | --- | ---------------------- | ----------- | --------------------------- | ---- | ---- | ---------------------------- | ------------ |
| 341939  | Igreja de São Silvestre ou Igreja Matriz de Britiande e adro                                               | Arquitectura religiosa | Conjunto    | Britiande                   | VC   | 2001 | 41.82613333° N 7.79078333° O |              |
| 7008263 | Casa e Capela de Santo António                                                                             | Arquitectura civil     | Solar       | Britiande                   | VC   |      |                              |              |
| 7169514 | Pelourinho de Britiande                                                                                    | Arqueologia            | Pelourinho  | Britiande                   | IIP  | 1933 | 41.063604° N 7.790564° O     |              |
| 6905608 | Casa da Azenha                                                                                             | Arquitectura civil     | Quinta      | Cambres                     | IIM  |      | 41.13072155° N 7.8091818° O  |              |
| 73834   | Mosteiro de Ferreirim ou Convento de Ferreirim ou Igreja Paroquial de Ferreirim ou Igreja de Santo António | Arquitectura religiosa | Igreja      | Ferreirim                   | IIP  | 1944 | 41.05188515° N 7.78342251° O |              |
| 74603   | Pelourinho de Lalim                                                                                        | Arquitectura civil     | Pelourinho  | Lalim                       | IIP  | 1933 | 41.039122° N 7.815547° O     |              |
| 70429   | Igreja de Santa Maria de Almacave                                                                          | Arquitectura religiosa | Igreja      | Lamego (Almacave)           | MN   | 1910 | 41.099168° N 7.810426° O     | Mais imagens |
| 70699   | Castelo de Lamego e cisterna                                                                               | Arquitectura militar   | Castelo     | Lamego (Almacave)           | MN   | 1951 | 41.099207° N 7.808767° O     | Mais imagens |
| 73816   | Capela de Nossa Senhora da Esperança acesso:Rua do Cerdoural e/ou no cimo da Rua da Seara                  | Arquitectura religiosa | Capela      | Lamego (Almacave)           | IIP  | 1970 | 41.0979335° N 7.81125874° O  | Mais imagens |
| 73819   | Cruzeiro do Bom Jesus dos Terramotos e Perseguidos                                                         | Arquitectura religiosa | Cruzeiro    | Lamego (Almacave)           | IIP  | 1933 | 41.0979335° N 7.81125874° O  |              |
| 156338  | Igreja do Mosteiro das Chagas de Lamego ou Igreja da Misericórdia de Lamego                                | Arquitectura religiosa | Igreja      | Lamego (Almacave)           | VC   | 1996 | 41.101646° N 7.81083° O      |              |
| 71134   | Sé de Lamego                                                                                               | Arquitectura religiosa | Sé          | Lamego (Sé)                 | MN   | 1910 | 41.096656° N 7.806607° O     | Mais imagens |
| 71135   | Capela de São Pedro de Balsemão                                                                            | Arquitectura religiosa | Capela      | Lamego (Sé)                 | MN   | 1921 | 41.10681114° N 7.78313229° O |              |
| 73408   | Cine-Teatro Ribeiro da Conceição ou Antigo Hospital da Misericórdia                                        | Arquitectura civil     | Cine-Teatro | Lamego (Sé)                 | IIP  | 1997 | 41.09272842° N 7.80784431° O |              |
| 73815   | Santuário de Nossa Senhora dos Remédios                                                                    | Arquitectura religiosa | Santuário   | Lamego (Sé)                 | IIP  | 1984 | 41.09159672° N 7.81534813° O | Mais imagens |
| 73817   | Casa das Brolhas                                                                                           | Arquitectura civil     | Casa        | Lamego (Sé)                 | IIP  | 1977 | 41.13196741° N 7.76513518° O | Mais imagens |
| 73818   | Chafariz dos Remédios                                                                                      | Arquitectura civil     | Chafariz    | Lamego (Sé)                 | IIP  | 1977 | 41.09272842° N 7.80784431° O | Mais imagens |
| 73820   | Cruzeiro do Senhor do Bom Despacho (gótico)                                                                | Arquitectura religiosa | Cruzeiro    | Lamego (Sé)                 | IIP  | 1962 | 41.09272842° N 7.80784431° O |              |
| 73821   | Igreja e Convento de Santa Cruz (Lamego)                                                                   | Arquitectura religiosa | Igreja      | Lamego (Sé)                 | IIP  | 1967 | 41.06201164° N 7.86664566° O |              |
| 73822   | Igreja do Desterro                                                                                         | Arquitectura religiosa | Igreja      | Lamego (Sé)                 | IIP  | 1955 | 41.09272842° N 7.80784431° O |              |
| 156246  | Capela de Nossa Senhora dos Meninos do Bairro da Ponte                                                     | Arquitectura religiosa | Capela      | Lamego (Sé)                 | VC   | 1995 |                              |              |
| 3781912 | Aldeia de Antas ou Alcaria de Mazes, Sabugueiro e Castelo                                                  | Arquitectura civil     | Aldeia      | Lazarim                     | VC   | 2001 |                              |              |
| 74554   | Pelourinho de Magueijinha                                                                                  | Arquitectura civil     | Pelourinho  | Magueija                    | IIP  | 1933 | 41.051835° N 7.871342° O     |              |
| 156248  | Igreja Paroquial de Meijinhos                                                                              | Arquitectura religiosa | Igreja      | Meijinhos                   | VC   | 1996 | 41.0442° N 7.837326° O       |              |
| 74852   | Marco granítico 93                                                                                         | Arquitectura civil     | Marco       | Parada do Bispo             | IIP  | 1946 | 41.13731164° N 7.74724006° O |              |
| 73690   | Marco granítico 87                                                                                         | Arquitectura civil     | Marco       | Penajóia                    | IIP  | 1946 | 41.1419801° N 7.85540123° O  |              |
| 9204298 | Albergaria de D. Mafalda e Palacete Moura Coutinho                                                         | n/a                    | n/a         | Penajóia                    | IIM  |      | 41.1419801° N 7.85540123° O  |              |
| 72330   | Marco granítico 88                                                                                         | Arquitectura civil     | Marco       | Samodães                    | IIP  | 1946 | 41.143869° N 7.83296405° O   |              |
| 74390   | Marco granítico 90                                                                                         | Arquitectura civil     | Marco       | Valdigem                    | IIP  | 1946 | 41.13064431° N 7.75968821° O |              |
| 74391   | Marco granítico 92                                                                                         | Arquitectura civil     | Marco       | Valdigem                    | IIP  | 1946 | 41.13064431° N 7.75968821° O |              |
| 74392   | Marco granítico 89                                                                                         | Arquitectura civil     | Marco       | Valdigem                    | IIP  | 1946 | 41.13064431° N 7.75968821° O |              |
| 74393   | Marco granítico 91                                                                                         | Arquitectura civil     | Marco       | Valdigem                    | IIP  | 1946 | 41.13064431° N 7.75968821° O |              |
| 73833   | Pelourinho de Vila Nova de Souto d'El Rei ou Pelourinho de Arneirós                                        | Arquitectura civil     | Pelourinho  | Vila Nova de Souto d'El-Rei | IIP  | 1933 | 41.083188° N 7.823377° O     |              |

 Legenda: PM - Património Mundial · MN - Monumento Nacional · IIP - Imóvel de Interesse Público · MIP - Monumento de Interesse Público · CIP - Conjunto de Interesse Público · SIP - Sítio de Interesse Público · IIM - Imóvel de Interesse Municipal · MIM - Monumento de Interesse Municipal · CIM - Conjunto de Interesse Municipal · SIM - Sítio de Interesse Municipal · VC - Em vias de classificação · SPL - Sem proteção legal

## Mangualde
| ID       | Designações | Categoria              | Tipologia           | Freguesia              | Grau | Ano  | Coordenadas                  | Imagem       |
| -------- | --- | ---------------------- | ------------------- | ---------------------- | ---- | ---- | ---------------------------- | ------------ |
| 72329    | Pelourinho de Abrunhosa-a-Velha                                                                                                 | Arquitectura civil     | Pelourinho          | Abrunhosa-a-Velha      | IIP  | 1933 | 40.579196° N 7.642732° O     |              |
| 3744118  | Casa de Santa Eufêmea | Arquitectura civil     | Casa                | Alcafache              | VC   | 1999 |                              |              |
| 9028153  | Quinta de Santa Eufémia | n/a                    | n/a                 | Alcafache              | IIM  |      | 40.59957455° N 7.86473701° O |              |
| 70437    | Castro do Bom Sucesso | Arqueologia            | Povoado fortificado | Chãs de Tavares        | MN   | 1997 | 40.63299252° N 7.60529321° O |              |
| 71488    | Casa da Quinta da Cerca | Arquitectura civil     | Casa                | Chãs de Tavares        | IIM  | 1996 | 40.60377079° N 7.62743941° O |              |
| 72102    | Casa dos Antigos Paços do Concelho de Chãs de Tavares                                                                           | Arquitectura civil     | Casa                | Chãs de Tavares        | VC   |      |                              |              |
| 74253    | Pelourinho de Chãs de Tavares                                                                                                   | Arquitectura civil     | Pelourinho          | Chãs de Tavares        | IIP  | 1933 | 40.621985° N 7.611025° O     |              |
| 70677    | Anta de Cunha Baixa | Arqueologia            | Dólmen              | Cunha Baixa            | MN   | 1910 | 40.57070994° N 7.77089775° O | Mais imagens |
| 9028322  | Complexo rupestre da Quinta da Ponte                                                                                            | n/a                    | n/a                 | Espinho                | IIM  |      | 40.56800996° N 7.78613371° O |              |
| 72103    | Mosteiro de Santa Maria de Maceira Dão                                                                                          | Arquitectura religiosa | Mosteiro            | Fornos de Maceira Dão  | MN   | 2002 | 40.61079092° N 7.81669466° O | Mais imagens |
| 12719012 | Solar da Quinta de Santo António                                                                                                | n/a                    | n/a                 | Fornos de Maceira Dão  | IIM  |      | 40.61079092° N 7.81669466° O |              |
| 71024    | Casa da Portelada ou Casa de Cães de Cima ou Quinta de Santa Quitéria ou Casa de Santa Quitéria                                 | Arquitectura civil     | Casa                | Mangualde              | MIP  | 2010 | 40.59327036° N 7.70312246° O |              |
| 71025    | Casa do São Cosmado | Arquitectura civil     | Casa                | Mangualde              | IIM  | 1986 | 40.61245112° N 7.78335237° O |              |
| 71026    | Relógio Velho | Arquitectura militar   | Torre               | Mangualde              | IIM  | 1982 | 40.60526502° N 7.76024356° O |              |
| 72053    | Capela de Nossa Senhora do Castelo                                                                                              | Arquitectura religiosa | Capela              | Mangualde              | VC   |      |                              |              |
| 72099    | Palácio da Condessa de Mangualde                                                                                                | n/a                    | n/a                 | Mangualde              | IIM  |      | 40.60526502° N 7.76024356° O |              |
| 74528    | Citânia da Raposeira | Arqueologia            | Citânia             | Mangualde              | IIP  | 1990 |                              |              |
| 74598    | Capela do Rebelo | Arquitectura religiosa | Capela              | Mangualde              | IIP  | 1977 | 40.60526502° N 7.76024356° O |              |
| 74599    | Casa de Almeidinha | Arquitectura civil     | Casa                | Mangualde              | IIP  | 1978 | 40.598771° N 7.73025981° O   | Mais imagens |
| 74600    | Igreja da Misericórdia de Mangualde                                                                                             | Arquitectura religiosa | Igreja              | Mangualde              | IIP  | 1977 | 40.60550278° N 7.76512222° O | Mais imagens |
| 74601    | Igreja de São Julião (Mangualde) ou Igreja Matriz de Mangualde                                                                  | Arquitectura religiosa | Igreja              | Mangualde              | IIP  | 1997 |                              |              |
| 74602    | Palácio dos Condes de Anadia, constituído pelo palácio, jardins, quinta e mata anexa, ou Casa Anadia                            | Arquitectura civil     | Palácio             | Mangualde              | IIP  | 1978 | 40.60526502° N 7.76024356° O |              |
| 3744234  | Igreja de São Julião (incluindo adro, via sacra e 10 cruzes, uma delas na Av. Salazar, integrada no Palácio do Conde de Anadia) | Arquitectura religiosa | Igreja              | Mangualde              | IIP  | 1983 | 40.60817504° N 7.76631257° O |              |
| 9028292  | Casa da Quinta do Pinheiro e 3 hectares                                                                                         | n/a                    | n/a                 | Mangualde              | IIM  |      | 40.60526502° N 7.76024356° O |              |
| 74901    | Casa da Mesquitela | Arquitectura civil     | Casa                | Mesquitela             | IIP  | 1997 | 40.58622034° N 7.74687159° O |              |
| 74677    | Casa de Quintela | Arquitectura civil     | Casa                | Quintela de Azurara    | IIP  | 1997 | 40.62570016° N 7.70618896° O | Mais imagens |
| 6660951  | Moinhos do Coval | n/a                    | n/a                 | Quintela de Azurara    | IIM  |      | 40.62570016° N 7.70618896° O |              |
| 73178    | Conjunto - Capela da Senhora de Cervães e Capela do Calvário                                                                    | Arquitectura religiosa | Capela              | Santiago de Cassurrães | IIP  | 2002 | 40.54842259° N 7.75417131° O |              |

 Legenda: PM - Património Mundial · MN - Monumento Nacional · IIP - Imóvel de Interesse Público · MIP - Monumento de Interesse Público · CIP - Conjunto de Interesse Público · SIP - Sítio de Interesse Público · IIM - Imóvel de Interesse Municipal · MIM - Monumento de Interesse Municipal · CIM - Conjunto de Interesse Municipal · SIM - Sítio de Interesse Municipal · VC - Em vias de classificação · SPL - Sem proteção legal

## Moimenta da Beira
| ID      | Designações                                                         | Categoria              | Tipologia  | Freguesia         | Grau | Ano  | Coordenadas                  | Imagem |
| ------- | ------------------------------------------------------------------- | ---------------------- | ---------- | ----------------- | ---- | ---- | ---------------------------- | ------ |
| 75011   | Pelourinho de Castelo                                               | Arquitectura civil     | Pelourinho | Castelo           | IIP  | 1933 | 41.037049° N 7.621943° O     |        |
| 73774   | Pelourinho de Leomil                                                | Arquitectura civil     | Pelourinho | Leomil            | IIP  | 1933 | 40.983856° N 7.653704° O     |        |
| 73555   | Antigo Convento Beneditino de Nossa Senhora da Purificação          | Arquitectura religiosa | Convento   | Moimenta da Beira | VC   |      |                              |        |
| 75047   | Solar das Guedes                                                    | Arquitectura civil     | Solar      | Moimenta da Beira | IIP  | 1982 | 40.98049426° N 7.61670233° O |        |
| 72328   | Pelourinho do Passô                                                 | Arquitectura civil     | Pelourinho | Passô             | IIP  | 1933 | 41.019704° N 7.70946° O      |        |
| 73556   | Casa de Aquilino Ribeiro (incluindo dependências anexas e terrenos) | Arquitectura civil     | Conjunto   | Peva              | IIP  |      | 40.87147128° N 7.68947039° O |        |
| 71218   | Pelourinho de Rua                                                   | Arquitectura civil     | Pelourinho | Rua               | MN   | 1915 | 40.944382° N 7.571778° O     |        |
| 6224321 | Igreja de São Pelágio ou Igreja Paroquial de Vila da Rua            | Arquitectura religiosa | Igreja     | Rua               | VC   | 2005 |                              |        |
| 74553   | Solar do Sarzedo ou Solar de São Domingos do Sarzedo                | Arquitectura civil     | Solar      | Sarzedo           | IIP  | 1982 | 41.01185043° N 7.66594619° O |        |
| 7169265 | Pelourinho de Sever                                                 | Arquitectura civil     | Pelourinho | Sever             | IIP  | 1933 | 41.00749° N 7.702041° O      |        |

 Legenda: PM - Património Mundial · MN - Monumento Nacional · IIP - Imóvel de Interesse Público · MIP - Monumento de Interesse Público · CIP - Conjunto de Interesse Público · SIP - Sítio de Interesse Público · IIM - Imóvel de Interesse Municipal · MIM - Monumento de Interesse Municipal · CIM - Conjunto de Interesse Municipal · SIM - Sítio de Interesse Municipal · VC - Em vias de classificação · SPL - Sem proteção legal

## Mortágua
| ID    | Designações            | Categoria          | Tipologia  | Freguesia | Grau | Ano  | Coordenadas              | Imagem |
| ----- | ---------------------- | ------------------ | ---------- | --------- | ---- | ---- | ------------------------ | ------ |
| 73444 | Pelourinho de Mortágua | Arquitectura civil | Pelourinho | Mortágua  | IIP  | 1933 | 40.396716° N 8.229398° O |        |

 Legenda: PM - Património Mundial · MN - Monumento Nacional · IIP - Imóvel de Interesse Público · MIP - Monumento de Interesse Público · CIP - Conjunto de Interesse Público · SIP - Sítio de Interesse Público · IIM - Imóvel de Interesse Municipal · MIM - Monumento de Interesse Municipal · CIM - Conjunto de Interesse Municipal · SIM - Sítio de Interesse Municipal · VC - Em vias de classificação · SPL - Sem proteção legal

## Nelas
| ID       | Designações                                                                            | Categoria              | Tipologia  | Freguesia         | Grau | Ano  | Coordenadas                  | Imagem       |
| -------- | -------------------------------------------------------------------------------------- | ---------------------- | ---------- | ----------------- | ---- | ---- | ---------------------------- | ------------ |
| 71633    | Casa Henriquina                                                                        | Arquitectura civil     | Casa       | Aguieira          | VC   | 1974 |                              |              |
| 72877    | Pelourinho da Aguieira                                                                 | Arquitectura civil     | Pelourinho | Aguieira          | IIP  | 1933 | 40.527859° N 7.923446° O     | Mais imagens |
| 72096    | Orca de Pramelas                                                                       | Arqueologia            | Dólmen     | Canas de Senhorim | IIP  | 2002 | 40.51301973° N 7.90421844° O |              |
| 72156    | Pelourinho de Canas de Senhorim                                                        | Arquitectura civil     | Pelourinho | Canas de Senhorim | IIP  | 1933 | 40.503737° N 7.902932° O     |              |
| 73160    | Casa ou Solar dos Abreu Madeira                                                        | Arquitectura civil     | Casa       | Canas de Senhorim | IIP  | 1997 | 40.5025051° N 7.90148164° O  | Mais imagens |
| 73215    | Casa do Cruzeiro (onde se encontra o consultório do Dr. António Pêga)                  | Arquitectura civil     | Casa       | Canas de Senhorim | IIP  |      | 40.5025051° N 7.90148164° O  | Mais imagens |
| 73499    | Igreja do Salvador ou Igreja Matriz de Canas de Senhorim                               | Arquitectura religiosa | Igreja     | Canas de Senhorim | IIP  | 1977 | 40.5025051° N 7.90148164° O  | Mais imagens |
| 155792   | Casa do Godinho                                                                        | Arquitectura civil     | Casa       | Canas de Senhorim | IIM  | 2004 | 40.5025051° N 7.90148164° O  |              |
| 155793   | Casa do Visconde de Pedralva                                                           | Arquitectura civil     | Casa       | Canas de Senhorim | IIM  | 2004 | 40.5025051° N 7.90148164° O  |              |
| 11114259 | Quinta da Vitória                                                                      | n/a                    | n/a        | Canas de Senhorim | IIM  |      | 40.5025051° N 7.90148164° O  |              |
| 71514    | Casa dos Rosados                                                                       | Arquitectura civil     | Casa       | Nelas             | IIM  | 1997 | 39.81226165° N 7.85680908° O |              |
| 71515    | Solar do Largo General José de Tavares ou Casa de Tavares                              | Arquitectura civil     | Solar      | Nelas             | IIM  | 1977 | 39.81226165° N 7.85680908° O |              |
| 73398    | Pelourinho do Folhadal (no largo fronteiro à Capela de Nossa Senhora da Tosse)         | Arquitectura civil     | Pelourinho | Nelas             | IIP  | 1933 | 40.513225° N 7.852625° O     |              |
| 74899    | Casa do Soito e Paço dos Cunhas (incluindo jardim e pomares delimitados por uma cerca) | Arquitectura civil     | Casa       | Santar            | IIP  | 1993 | 40.57192426° N 7.89144186° O | Mais imagens |
| 74900    | Igreja da Misericórdia de Santar                                                       | Arquitectura religiosa | Igreja     | Santar            | IIP  | 1967 | 40.57192426° N 7.89144186° O | Mais imagens |
| 155791   | Casa das Fidalgas                                                                      | Arquitectura civil     | Casa       | Santar            | IIP  | 2002 | 40.57192426° N 7.89144186° O | Mais imagens |
| 73637    | Pelourinho de Vilar Seco                                                               | Arquitectura civil     | Pelourinho | Vilar Seco        | IIP  | 1933 | 40.560267° N 7.865267° O     | Mais imagens |

 Legenda: PM - Património Mundial · MN - Monumento Nacional · IIP - Imóvel de Interesse Público · MIP - Monumento de Interesse Público · CIP - Conjunto de Interesse Público · SIP - Sítio de Interesse Público · IIM - Imóvel de Interesse Municipal · MIM - Monumento de Interesse Municipal · CIM - Conjunto de Interesse Municipal · SIM - Sítio de Interesse Municipal · VC - Em vias de classificação · SPL - Sem proteção legal

## Oliveira de Frades
| ID     | Designações                                                                                       | Categoria              | Tipologia  | Freguesia          | Grau | Ano  | Coordenadas                  | Imagem |
| ------ | ------------------------------------------------------------------------------------------------- | ---------------------- | ---------- | ------------------ | ---- | ---- | ---------------------------- | ------ |
| 70463  | Anta da Arca ou Anta do Espírito Santo d'Arca ou Pedra dos Mouros                                 | Arqueologia            | Dólmen     | Arca               | MN   | 1910 | 40.60717787° N 8.2229218° O  |        |
| 155809 | Casa solarenga de Fornelo                                                                         | Arquitectura civil     | Casa       | Arcozelo das Maias | VC   | 1998 |                              |        |
| 155810 | Casa solarenga de Quintela                                                                        | Arquitectura civil     | Casa       | Arcozelo das Maias | VC   | 1998 |                              |        |
| 71535  | Pedra das Ferraduras Pintadas                                                                     | Arqueologia            | Sítio      | Destriz            | MN   | 1993 |                              |        |
| 73407  | Pelourinho de Oliveira de Frades                                                                  | Arquitectura civil     | Pelourinho | Oliveira de Frades | IIP  | 1933 | 40.732344° N 8.175113° O     |        |
| 70456  | Anta de Antelas (pintada)                                                                         | Arqueologia            | Dólmen     | Pinheiro           | MN   | 1993 | 40.71287598° N 8.24708923° O |        |
| 155808 | Ponte ferroviária dos Melos                                                                       | Arquitectura civil     | Ponte      | Pinheiro           | VC   | 1998 |                              |        |
| 70986  | Pedra do Rasto dos Mouros                                                                         | Arqueologia            | Sítio      | Sejães             | MN   | 1910 |                              |        |
| 155812 | Conjunto - Igreja Paroquial de Pinheiro de Lafões (incluindo adro, cemitério e ponte ferroviária) | Arquitectura religiosa | Conjunto   | Souto de Lafões    | VC   | 2001 |                              |        |

 Legenda: PM - Património Mundial · MN - Monumento Nacional · IIP - Imóvel de Interesse Público · MIP - Monumento de Interesse Público · CIP - Conjunto de Interesse Público · SIP - Sítio de Interesse Público · IIM - Imóvel de Interesse Municipal · MIM - Monumento de Interesse Municipal · CIM - Conjunto de Interesse Municipal · SIM - Sítio de Interesse Municipal · VC - Em vias de classificação · SPL - Sem proteção legal

## Penalva do Castelo
| ID     | Designações                                             | Categoria              | Tipologia  | Freguesia   | Grau | Ano  | Coordenadas                  | Imagem       |
| ------ | ------------------------------------------------------- | ---------------------- | ---------- | ----------- | ---- | ---- | ---------------------------- | ------------ |
| 70425  | Antas de Penalva (2)                                    | Arqueologia            | Dólmen     | Antas       | MN   | 1910 | 40.65751428° N 7.56554765° O |              |
| 73498  | Anta ou Orca do Penedo Com                              | Arqueologia            | Dólmen     | Esmolfe     | IIP  | 1992 | 40.69408875° N 7.66982342° O |              |
| 71631  | Mata da Senhora de Lourdes                              | Arquitectura civil     | Jardim     | Ínsua       | SPL  | 1984 |                              |              |
| 74675  | Casa da Ínsua ou Solar dos Albuquerques                 | Arquitectura civil     | Solar      | Ínsua       | IIP  | 1984 | 40.67519883° N 7.70075293° O | Mais imagens |
| 74676  | Pelourinho de Penalva do Castelo                        | Arquitectura civil     | Pelourinho | Ínsua       | IIP  | 1933 | 40.674061° N 7.700695° O     |              |
| 71469  | Cruzeiro (Rua Principal)                                | Arquitectura religiosa | Cruzeiro   | Sezures     | IIM  | 1983 | 40.69910954° N 7.63211621° O |              |
| 71470  | Igreja Matriz de Sezures e respectivo adro              | Arquitectura religiosa | Igreja     | Sezures     | IIM  | 1997 | 40.69910954° N 7.63211621° O |              |
| 155820 | Mosteiro do Santo Sepulcro ou Mosteiro das Águas Santas | Arquitectura religiosa | Mosteiro   | Trancozelos | IIP  | 2013 |                              | (MN, 2023)   |

 Legenda: PM - Património Mundial · MN - Monumento Nacional · IIP - Imóvel de Interesse Público · MIP - Monumento de Interesse Público · CIP - Conjunto de Interesse Público · SIP - Sítio de Interesse Público · IIM - Imóvel de Interesse Municipal · MIM - Monumento de Interesse Municipal · CIM - Conjunto de Interesse Municipal · SIM - Sítio de Interesse Municipal · VC - Em vias de classificação · SPL - Sem proteção legal

## Penedono
| ID    | Designações                                | Categoria            | Tipologia  | Freguesia       | Grau | Ano  | Coordenadas                  | Imagem       |
| ----- | ------------------------------------------ | -------------------- | ---------- | --------------- | ---- | ---- | ---------------------------- | ------------ |
| 70451 | Castelo de Penedono ou Castelo do Magriço  | Arquitectura militar | Castelo    | Penedono        | MN   | 1910 | 40.99° N 7.393903° O         |              |
| 73773 | Pelourinho de Penedono                     | Arquitectura civil   | Pelourinho | Penedono        | IIP  | 1933 | 40.989541° N 7.393834° O     | Mais imagens |
| 70452 | Dólmen da Capela de Nossa Senhora do Monte | Arqueologia          | Dólmen     | Penela da Beira | MN   | 1961 | 41.02407905° N 7.44164281° O |              |
| 74439 | Pelourinho de Souto                        | Arquitectura civil   | Pelourinho | Souto           | IIP  | 1933 | 41.019808° N 7.354038° O     |              |

 Legenda: PM - Património Mundial · MN - Monumento Nacional · IIP - Imóvel de Interesse Público · MIP - Monumento de Interesse Público · CIP - Conjunto de Interesse Público · SIP - Sítio de Interesse Público · IIM - Imóvel de Interesse Municipal · MIM - Monumento de Interesse Municipal · CIM - Conjunto de Interesse Municipal · SIM - Sítio de Interesse Municipal · VC - Em vias de classificação · SPL - Sem proteção legal

## Resende
| ID     | Designações                                                        | Categoria              | Tipologia           | Freguesia              | Grau | Ano  | Coordenadas                  | Imagem       |
| ------ | ------------------------------------------------------------------ | ---------------------- | ------------------- | ---------------------- | ---- | ---- | ---------------------------- | ------------ |
| 70660  | Igreja Matriz de Barrô                                             | Arquitectura religiosa | Igreja              | Barrô                  | MN   | 1922 | 41.12869091° N 7.88781296° O | Mais imagens |
| 70582  | Igreja Matriz de Cárquere ou Igreja de Santa Maria de Cárquere     | Arquitectura religiosa | Igreja              | Cárquere               | MN   | 1910 | 41.08829702° N 7.95699068° O | Mais imagens |
| 156267 | Ponte de Carcavelos                                                | Arquitectura civil     | Ponte               | Cárquere               | VC   | 1998 |                              |              |
| 71513  | Conjunto Megalítico de Felgueiras ou São Cristóvão                 | Arqueologia            | Cromeleque          | Felgueiras             | IIM  | 1997 | 41.04196964° N 7.92975935° O |              |
| 341943 | Recinto Megalítico de São Cristóvão ou Cromeleque de São Cristóvão | Arqueologia            | Cromeleque          | Felgueiras             | SIP  | 2010 | 41.06363527° N 7.93548684° O |              |
| 156268 | Ponte antiga de Aregos                                             | Arquitectura civil     | Ponte               | Miomães                | VC   | 1998 |                              |              |
| 156271 | Ponte de Ovadas                                                    | Arquitectura civil     | Ponte               | Ovadas                 | VC   | 1998 |                              |              |
| 156274 | Ponte de Panchorra                                                 | Arquitectura civil     | Ponte               | Panchorra              | VC   |      |                              |              |
| 71525  | Mamoa de Moumiz                                                    | Arqueologia            | Mamoa               | Paus                   | IIM  | 1993 | 41.06798286° N 7.92432572° O |              |
| 71298  | Necrópole da Quinta das Trapas ou Necrópole das Trapas             | Arqueologia            | Necrópole           | Resende                | VC   | 1991 |                              |              |
| 74674  | Torre da Lagariça                                                  | Arquitectura civil     | Torre               | São Cipriano           | IIP  | 1977 | 41.06044042° N 7.99989151° O |              |
| 156277 | Ponte da Lagariça                                                  | Arquitectura civil     | Ponte               | São Cipriano           | VC   | 1998 |                              |              |
| 69846  | Igreja de São Martinho de Mouros                                   | Arquitectura religiosa | Igreja              | São Martinho de Mouros | MN   | 1922 | 41.1024747° N 7.89867124° O  | Mais imagens |
| 72919  | Casa da Soenga                                                     | Arquitectura civil     | Casa                | São Martinho de Mouros | IIP  | 1977 | 41.11161922° N 7.90573463° O |              |
| 72920  | Pelourinho de São Martinho de Mouros                               | Arquitectura civil     | Pelourinho          | São Martinho de Mouros | IIP  | 1933 | 41.102798° N 7.89713° O      |              |
| 72921  | Estação arqueológica de Mogueira ou São Martinho de Mouros         | Arqueologia            | Povoado fortificado | São Martinho de Mouros | IIP  | 1984 | 41.0977286° N 7.89387917° O  |              |

 Legenda: PM - Património Mundial · MN - Monumento Nacional · IIP - Imóvel de Interesse Público · MIP - Monumento de Interesse Público · CIP - Conjunto de Interesse Público · SIP - Sítio de Interesse Público · IIM - Imóvel de Interesse Municipal · MIM - Monumento de Interesse Municipal · CIM - Conjunto de Interesse Municipal · SIM - Sítio de Interesse Municipal · VC - Em vias de classificação · SPL - Sem proteção legal

## Santa Comba Dão
| ID    | Designações                            | Categoria          | Tipologia  | Freguesia          | Grau | Ano  | Coordenadas                  | Imagem       |
| ----- | -------------------------------------- | ------------------ | ---------- | ------------------ | ---- | ---- | ---------------------------- | ------------ |
| 73689 | Pelourinho de Couto do Mosteiro        | Arquitectura civil | Pelourinho | Couto do Mosteiro  | IIP  | 1933 | 40.411287° N 8.144687° O     |              |
| 74389 | Pelourinho de Ovoa                     | Arquitectura civil | Pelourinho | Ovoa               | IIP  | 1933 | 40.381533° N 8.131417° O     |              |
| 73495 | Pelourinho de Pinheiro de Ázere        | Arquitectura civil | Pelourinho | Pinheiro de Ázere  | IIP  | 1933 | 40.362049° N 8.114066° O     |              |
| 72875 | Pelourinho de Santa Comba Dão          | Arquitectura civil | Pelourinho | Santa Comba Dão    | IIP  | 1933 | 40.396594° N 8.13211° O      |              |
| 72876 | Casa dos Arcos na Rua de Santa Columba | Arquitectura civil | Casa       | Santa Comba Dão    | IIP  | 1943 | 40.39627277° N 8.13020968° O |              |
| 73991 | Pelourinho de São João de Areias       | Arquitectura civil | Pelourinho | São João de Areias | IIP  | 1933 | 40.393575° N 8.076044° O     | Mais imagens |
| 73832 | Pelourinho de Treixedo                 | Arquitectura civil | Pelourinho | Treixedo           | IIP  | 1933 | 40.432982° N 8.093823° O     |              |

 Legenda: PM - Património Mundial · MN - Monumento Nacional · IIP - Imóvel de Interesse Público · MIP - Monumento de Interesse Público · CIP - Conjunto de Interesse Público · SIP - Sítio de Interesse Público · IIM - Imóvel de Interesse Municipal · MIM - Monumento de Interesse Municipal · CIM - Conjunto de Interesse Municipal · SIM - Sítio de Interesse Municipal · VC - Em vias de classificação · SPL - Sem proteção legal

## São João da Pesqueira
| ID     | Designações                                                           | Categoria              | Tipologia  | Freguesia        | Grau | Ano  | Coordenadas                  | Imagem |
| ------ | --------------------------------------------------------------------- | ---------------------- | ---------- | ---------------- | ---- | ---- | ---------------------------- | ------ |
| 71070  | Casa de Azevedo ou Casa da Torre das Pedras e Capela                  | Arquitectura civil     | Casa       | Paredes da Beira | IIM  | 1977 | 41.30123333° N 8.61735° O    |        |
| 73909  | Pelourinho de Soutelo do Douro                                        | Arquitectura civil     | Pelourinho | Soutelo do Douro | IIP  | 1933 | 41.186685° N 7.432976° O     |        |
| 71104  | Igreja Matriz de Santa Marinha de Trevões                             | Arquitectura religiosa | Igreja     | Trevões          | MN   | 1921 | 41.07902326° N 7.43557068° O |        |
| 75010  | Solar da família Caiado Ferrão (incluindo a capela com o seu recheio) | Arquitectura civil     | Solar      | Trevões          | IIP  | 1970 | 41.46946667° N 7.68026667° O |        |
| 341944 | Solar do Paço Episcopal de Trevões                                    | Arquitectura civil     | Solar      | Trevões          | IIP  | 2001 | 41.07902326° N 7.43557068° O |        |

 Legenda: PM - Património Mundial · MN - Monumento Nacional · IIP - Imóvel de Interesse Público · MIP - Monumento de Interesse Público · CIP - Conjunto de Interesse Público · SIP - Sítio de Interesse Público · IIM - Imóvel de Interesse Municipal · MIM - Monumento de Interesse Municipal · CIM - Conjunto de Interesse Municipal · SIM - Sítio de Interesse Municipal · VC - Em vias de classificação · SPL - Sem proteção legal

## São Pedro do Sul
| ID     | Designações | Categoria              | Tipologia           | Freguesia               | Grau | Ano  | Coordenadas                           | Imagem       |
| ------ | --- | ---------------------- | ------------------- | ----------------------- | ---- | ---- | ------------------------------------- | ------------ |
| 70477  | Castro de Nossa Senhora da Guia                                                                                                 | Arqueologia            | Castro              | Baiões                  | MN   | 1992 | 40.76371627° N 8.09735882° O          |              |
| 72118  | Capela da Senhora da Guia e respectivo adro (abrangido pela classificação do Castro de Nossa Senhora da Guia)                   | Arquitectura religiosa | Capela              | Baiões                  | MN   | 1992 | 40.75975517° N 8.10115051° O          |              |
| 74597  | Castro da Cárcoda | Arqueologia            | Castro              | Carvalhais              | IIP  | 1955 | 40.803690956604° N 8.1200873851776° O | Mais imagens |
| 155867 | Igreja de Nossa Senhora da Nazaré                                                                                               | Arquitectura religiosa | Igreja              | Carvalhais              | VC   | 1995 |                                       |              |
| 155868 | Igreja Matriz de Carvalhais | Arquitectura religiosa | Igreja              | Carvalhais              | VC   | 1950 |                                       |              |
| 74595  | Ponte da Barreira sobre a Ribeira de Vessa                                                                                      | Arquitectura civil     | Ponte               | Manhouce                | IIP  | 1990 | 40.81933299° N 8.22629298° O          |              |
| 74596  | Ponte de Manhouce | Arquitectura civil     | Ponte               | Manhouce                | IIP  | 1982 | 40.82546603° N 8.21349903° O          |              |
| 72116  | Solar dos Malafaias | Arquitectura civil     | Solar               | Santa Cruz da Trapa     | VC   | 1997 |                                       |              |
| 72114  | Convento de São Cristóvão de Lafões ou Real Mosteiro de São Cristóvão de Lafões ou Convento de São Cristóvão e Igreja de Lafões | Arquitectura religiosa | Convento            | São Cristóvão de Lafões | MIP  | 2010 | 40.763462470578° N 8.1733131408691° O |              |
| 69845  | Construção conhecida por Piscina de D. Afonso Henriques                                                                         | Arqueologia            | Termas              | São Pedro do Sul        | MN   | 1938 | 40.75974907° N 8.08338657° O          | Mais imagens |
| 72916  | Castro de Banho | Arqueologia            | Povoado fortificado | São Pedro do Sul        | IIP  | 1957 | 40.73814521° N 8.10944762° O          |              |
| 72917  | Convento dos Franciscanos ou Convento de São José                                                                               | Arquitectura religiosa | Convento            | São Pedro do Sul        | IIP  | 1943 | 40.76239167° N 8.06378889° O          |              |
| 72918  | Palácio de Reriz | Arquitectura civil     | Palácio             | São Pedro do Sul        | IIP  | 1977 | 40.76155005° N 8.08338526° O          | Mais imagens |
| 74438  | Pedra Escrita | Arqueologia            | Sítio               | Serrazes                | IIP  | 1946 | 40.75840792° N 8.12009895° O          | Mais imagens |

 Legenda: PM - Património Mundial · MN - Monumento Nacional · IIP - Imóvel de Interesse Público · MIP - Monumento de Interesse Público · CIP - Conjunto de Interesse Público · SIP - Sítio de Interesse Público · IIM - Imóvel de Interesse Municipal · MIM - Monumento de Interesse Municipal · CIM - Conjunto de Interesse Municipal · SIM - Sítio de Interesse Municipal · VC - Em vias de classificação · SPL - Sem proteção legal

## Sátão
| ID      | Designações                                                               | Categoria              | Tipologia  | Freguesia              | Grau | Ano  | Coordenadas                  | Imagem |
| ------- | ------------------------------------------------------------------------- | ---------------------- | ---------- | ---------------------- | ---- | ---- | ---------------------------- | ------ |
| 70211   | Anta de Cas-Freires                                                       | Arqueologia            | Dólmen     | Ferreira de Aves       | MN   | 1910 | 40.81929425° N 7.70285572° O |        |
| 74520   | Castelo de Ferreira de Aves ou Torre de Ferreira de Aves                  | Arquitectura militar   | Castelo    | Ferreira de Aves       | IIP  | 1974 | 41.29688611° N 7.71248889° O |        |
| 74521   | Igreja de Santo André ou Igreja Matriz de Ferreira de Aves                | Arquitectura religiosa | Igreja     | Ferreira de Aves       | IIP  | 1961 | 40.81104288° N 7.66498347° O |        |
| 74522   | Pelourinho de Castelo                                                     | Arquitectura civil     | Pelourinho | Ferreira de Aves       | IIP  | 1933 | 40.810064° N 7.665253° O     |        |
| 3746979 | Santuário do Convento do Senhor Santo Cristo da Fraga                     | Arquitectura religiosa | Santuário  | Ferreira de Aves       | VC   | 2001 | 40.81851111° N 7.62718333° O |        |
| 4121445 | Solar dos Olivas ou Casa Grande de Casfreires                             | Arquitectura civil     | Solar      | Ferreira de Aves       | VC   | 2003 |                              |        |
| 72873   | Antigos Paços do Concelho de Rio de Moinhos                               | Arquitectura civil     | Paço       | Rio de Moinhos         | IIP  | 1939 | 41.28333333° N 7.68194444° O |        |
| 72874   | Pelourinho de Casal do Meio                                               | Arquitectura civil     | Pelourinho | Rio de Moinhos         | IIP  | 1933 | 40.414153° N 7.818151° O     |        |
| 155869  | Solar dos Viscondes do Banho ou Casa do Terreiro e Casa da Família Aguiar | Arquitectura civil     | Conjunto   | Rio de Moinhos         | VC   | 1998 |                              |        |
| 155864  | Pelourinho de Douro Calvo                                                 | Arquitectura civil     | Pelourinho | Romãs                  | IIP  | 1933 | 40.758129° N 7.646064° O     |        |
| 73989   | Pelourinho do Ladário                                                     | Arquitectura civil     | Pelourinho | São Miguel de Vila Boa | IIP  | 1933 | 40.697704° N 7.736788° O     |        |
| 73990   | Santuário de Nossa Senhora da Esperança (incluído o seu órgão)            | Arquitectura religiosa | Santuário  | São Miguel de Vila Boa | IIP  | 1978 | 40.70688208° N 7.74499421° O |        |
| 155865  | Paço dos Bandeira (propriedade da Associação Portuguesa de Casas Antigas) | Arquitectura civil     | Paço       | São Miguel de Vila Boa | VC   | 1998 |                              |        |
| 155871  | Santuário de Nossa Senhora da Esperança                                   | n/a                    | n/a        | São Miguel de Vila Boa | IIP  |      | 40.70687412° N 7.74262762° O |        |
| 73688   | Igreja do antigo Convento de Nossa Senhora da Oliva                       | Arquitectura religiosa | Igreja     | Sátão                  | IIP  |      | 40.75365008° N 7.72814513° O |        |
| 74279   | Pelourinho de Silvã de Cima                                               | Arquitectura civil     | Pelourinho | Silvã de Cima          | IIP  | 1933 | 40.72371° N 7.674375° O      |        |

 Legenda: PM - Património Mundial · MN - Monumento Nacional · IIP - Imóvel de Interesse Público · MIP - Monumento de Interesse Público · CIP - Conjunto de Interesse Público · SIP - Sítio de Interesse Público · IIM - Imóvel de Interesse Municipal · MIM - Monumento de Interesse Municipal · CIM - Conjunto de Interesse Municipal · SIM - Sítio de Interesse Municipal · VC - Em vias de classificação · SPL - Sem proteção legal

## Sernancelhe
| ID      | Designações                                                                  | Categoria              | Tipologia  | Freguesia     | Grau | Ano  | Coordenadas                  | Imagem |
| ------- | ---------------------------------------------------------------------------- | ---------------------- | ---------- | ------------- | ---- | ---- | ---------------------------- | ------ |
| 73523   | Mosteiro de Nossa Senhora da Assunção de Tabosa ou Convento de São Bernardo  | Arquitectura religiosa | Mosteiro   | Carregal      | IIP  | 1971 |                              |        |
| 74278   | Convento de São Bernardo de Tabosa                                           | n/a                    | n/a        | Carregal      | IIP  |      | 40.91065387° N 7.58713207° O |        |
| 71487   | Fonte em Ferreirim                                                           | Arquitectura civil     | Fonte      | Ferreirim     | IIM  | 1986 | 40.94650086° N 7.49890888° O |        |
| 74252   | Igreja de Ferreirim ou Igreja Matriz de Ferreirim ou Igreja de Santo Estêvão | Arquitectura religiosa | Igreja     | Ferreirim     | IIP  | 1940 | 40.94650086° N 7.49890888° O |        |
| 72913   | Igreja de Fonte Arcada                                                       | Arquitectura religiosa | Igreja     | Fonte Arcada  | IIP  | 1955 | 40.96362109° N 7.52449878° O |        |
| 72914   | Ponte em Fonte Arcada                                                        | Arquitectura civil     | Ponte      | Fonte Arcada  | IIP  | 1950 | 40.97249362° N 7.53717706° O |        |
| 7168972 | Pelourinho de Fonte Arcada                                                   | Arqueologia            | Pelourinho | Fonte Arcada  | IIP  | 1933 | 40.964417° N 7.521591° O     |        |
| 7940878 | Paço da Loba                                                                 | Arquitectura civil     | Casa       | Fonte Arcada  | MIP  | 2011 | 40.96362109° N 7.52449878° O |        |
| 156249  | Convento de Nossa Senhora do Carmo                                           | Arquitectura religiosa | Conjunto   | Freixinho     | VC   | 1997 |                              |        |
| 341946  | Igreja Paroquial de Freixinho ou Igreja Matriz de São Miguel Arcanjo         | Arquitectura religiosa | Igreja     | Freixinho     | VC   | 2002 |                              |        |
| 3811102 | Solar A. de Barros ou Solar de A. de Barros                                  | Arquitectura civil     | Solar      | Penso         | IIP  | 2002 | 40.92063479° N 7.53513732° O |        |
| 73987   | Capela de Nossa Senhora da Lapa                                              | Arquitectura religiosa | Capela     | Quintela      | IIP  | 1951 | 40.870984° N 7.57678123° O   |        |
| 73988   | Pelourinho da Lapa                                                           | Arquitectura civil     | Pelourinho | Quintela      | IIP  | 1933 | 40.870273° N 7.576613° O     |        |
| 327901  | Igreja de Sarzeda ou Igreja de Santa Luzia                                   | Arquitectura religiosa | Igreja     | Sarzeda       | IIP  | 2002 | 40.90744459° N 7.46165729° O |        |
| 69742   | Igreja do Mosteiro da Ribeira                                                | Arquitectura religiosa | Igreja     | Sernancelhe   | VC   | 1995 |                              |        |
| 74897   | Igreja Matriz de Sernancelhe ou Igreja de São João Baptista de Sernancelhe   | Arquitectura religiosa | Igreja     | Sernancelhe   | IIP  | 1939 | 40.8980096° N 7.49536027° O  |        |
| 74898   | Pelourinho de Sernancelhe                                                    | Arquitectura civil     | Pelourinho | Sernancelhe   | IIP  | 1933 | 40.900062° N 7.494253° O     |        |
| 72994   | Pelourinho de Vila da Ponte                                                  | Arquitectura civil     | Pelourinho | Vila da Ponte | IIP  | 1933 | 40.917312° N 7.509835° O     |        |
| 6780770 | Solar dos Araújo Coutinho                                                    | Arquitectura civil     | Quinta     | Vila da Ponte | IIM  | 2005 |                              |        |

 Legenda: PM - Património Mundial · MN - Monumento Nacional · IIP - Imóvel de Interesse Público · MIP - Monumento de Interesse Público · CIP - Conjunto de Interesse Público · SIP - Sítio de Interesse Público · IIM - Imóvel de Interesse Municipal · MIM - Monumento de Interesse Municipal · CIM - Conjunto de Interesse Municipal · SIM - Sítio de Interesse Municipal · VC - Em vias de classificação · SPL - Sem proteção legal

## Tabuaço
| ID       | Designações                                                                 | Categoria              | Tipologia           | Freguesia        | Grau | Ano  | Coordenadas                  | Imagem |
| -------- | --------------------------------------------------------------------------- | ---------------------- | ------------------- | ---------------- | ---- | ---- | ---------------------------- | ------ |
| 73907    | Marco granítico 94                                                          | Arquitectura civil     | Marco               | Adorigo          | IIP  | 1946 | 41.15761303° N 7.63989628° O |        |
| 73908    | Marco granítico 95                                                          | Arquitectura civil     | Marco               | Adorigo          | IIP  | 1946 | 41.15941383° N 7.63988281° O |        |
| 10567288 | Quinta de Santo António de Adorigo                                          | n/a                    | n/a                 | Adorigo          | IIM  |      | 41.14910146° N 7.61065555° O |        |
| 74157    | Pelourinho de Arcos                                                         | Arquitectura civil     | Pelourinho          | Arcos            | IIP  | 1933 | 41.048325° N 7.570942° O     |        |
| 70312    | Igreja de Barcos                                                            | n/a                    | n/a                 | Barcos           | MN   |      | 41.12467336° N 7.60483539° O |        |
| 72784    | Quinta do Monte Travesso                                                    | n/a                    | n/a                 | Barcos           | IIM  |      | 41.12467336° N 7.60483539° O |        |
| 72785    | Mata da Forca                                                               | Arquitectura civil     | Forca               | Barcos           | IIM  | 1992 | 41.12096142° N 7.59849471° O |        |
| 73112    | Capela de Santa Maria de Sabroso ou Antiga Igreja de Santa Maria de Sabroso | Arquitectura religiosa | Capela              | Barcos           | VC   | 1984 |                              |        |
| 7849205  | Serro de Santo Aleixo                                                       | n/a                    | n/a                 | Barcos           | IIM  |      | 41.12467336° N 7.60483539° O |        |
| 72872    | Pelourinho de Chavães                                                       | Arquitectura civil     | Pelourinho          | Chavães          | IIP  | 1933 | 41.088161° N 7.568595° O     |        |
| 3890222  | Capela de São Sebastião                                                     | Arquitectura religiosa | Capela              | Desejosa         | MIP  | 2011 | 41.13361907° N 7.53556944° O |        |
| 73687    | Pelourinho de Granja do Tedo                                                | Arquitectura civil     | Pelourinho          | Granja do Tedo   | IIP  | 1933 | 41.067791° N 7.612697° O     |        |
| 74519    | Igreja de São Pedro das Águias (românica)                                   | Arquitectura religiosa | Igreja              | Granjinha        | IIP  | 1955 | 41.08680625° N 7.52022395° O |        |
| 73986    | Citânia da Longa                                                            | Arqueologia            | Povoado fortificado | Longa            | IIP  | 1992 | 41.07194971° N 7.5924659° O  |        |
| 73985    | Pelourinho de Sendim                                                        | Arquitectura civil     | Pelourinho          | Sendim           | IIP  | 1933 | 41.050389° N 7.539508° O     |        |
| 74518    | Pelourinho de Tabuaço                                                       | Arquitectura civil     | Pelourinho          | Tabuaço          | IIP  | 1933 | 41.116452° N 7.567681° O     |        |
| 72326    | Marco granítico 96                                                          | Arquitectura civil     | Marco               | Távora           | IIP  | 1946 | 41.0913271° N 7.52375259° O  |        |
| 72327    | Marco granítico 97                                                          | Arquitectura civil     | Marco               | Távora           | IIP  | 1946 | 41.09778366° N 7.53242987° O |        |
| 73303    | Quinta ou Mosteiro de São Pedro das Águias ou Antigo Convento das Águias    | Arquitectura religiosa | Convento            | Távora           | IIP  | 1978 | 41.09778366° N 7.53242987° O |        |
| 4345511  | Quinta da Aveleira                                                          | Arquitectura civil     | Quinta              | Távora           | IIM  |      | 41.09778366° N 7.53242987° O |        |
| 74552    | Pelourinho de Valença do Douro                                              | Arquitectura civil     | Pelourinho          | Valença do Douro | IIP  | 1933 | 41.159312° N 7.558562° O     |        |

 Legenda: PM - Património Mundial · MN - Monumento Nacional · IIP - Imóvel de Interesse Público · MIP - Monumento de Interesse Público · CIP - Conjunto de Interesse Público · SIP - Sítio de Interesse Público · IIM - Imóvel de Interesse Municipal · MIM - Monumento de Interesse Municipal · CIM - Conjunto de Interesse Municipal · SIM - Sítio de Interesse Municipal · VC - Em vias de classificação · SPL - Sem proteção legal

## Tarouca
| ID      | Designações                                            | Categoria              | Tipologia  | Freguesia           | Grau | Ano  | Coordenadas                           | Imagem       |
| ------- | ------------------------------------------------------ | ---------------------- | ---------- | ------------------- | ---- | ---- | ------------------------------------- | ------------ |
| 156251  | Casa do Paço de Dálvares ou Paço de Alvares            | Arquitectura civil     | Casa       | Dálvares            | VC   | 1998 | 41.038830906247° N 7.7585229277611° O |              |
| 3760566 | Oficina de Fundição Sineira                            | Arquitectura civil     | Oficina    | Granja Nova         | VC   | 2002 |                                       |              |
| 72374   | Pelourinho de Mondim de Cima                           | Arquitectura civil     | Pelourinho | Mondim da Beira     | IIP  | 1939 | 41.014398° N 7.740509° O              |              |
| 72375   | Arco de Paradela                                       | Arquitectura civil     | Arco       | Mondim da Beira     | IIP  | 1954 | 41.01552612° N 7.74966125° O          |              |
| 72376   | Ponte de Mondim da Beira (românica)                    | Arquitectura civil     | Ponte      | Mondim da Beira     | IIP  | 1955 | 40.44387778° N 7.93807222° O          |              |
| 72577   | Mosteiro de Santa Maria de Salzedas                    | Arquitectura religiosa | Mosteiro   | Salzedas            | MN   | 1997 | 41.05662164° N 7.72571539° O          | Mais imagens |
| 70414   | Convento ou Mosteiro de São João de Tarouca (e igreja) | Arquitectura religiosa | Convento   | São João de Tarouca | MN   | 1978 | 40.9977419° N 7.74686405° O           | Mais imagens |
| 74045   | Igreja de São Pedro de Tarouca                         | Arquitectura religiosa | Igreja     | Tarouca             | IIP  | 1948 | 41.01410235° N 7.77751123° O          | Mais imagens |
| 70487   | Torre de Ucanha                                        | Arquitectura civil     | Torre      | Ucanha              | MN   | 1910 | 41.048444° N 7.74729° O               | Mais imagens |
| 74100   | Ruínas românicas de Salzedas no local de Abadia Velha  | Arquitectura religiosa | Abadia     | Ucanha              | IIP  | 1971 | 41.06120743° N 7.74209245° O          |              |
| 341947  | Igreja Paroquial de Ucanha e património integrado      | Arquitectura religiosa | Igreja     | Ucanha              | VC   | 1999 | 41.048403° N 7.746164° O              |              |
| 7168802 | Pelourinho da Ucanha                                   | Arqueologia            | Pelourinho | Ucanha              | IIP  | 1933 | 41.047649° N 7.745712° O              |              |
| 73686   | Pelourinho de Várzea da Serra                          | Arquitectura civil     | Pelourinho | Várzea da Serra     | IIP  | 1933 | 40.997211° N 7.82774° O               |              |

 Legenda: PM - Património Mundial · MN - Monumento Nacional · IIP - Imóvel de Interesse Público · MIP - Monumento de Interesse Público · CIP - Conjunto de Interesse Público · SIP - Sítio de Interesse Público · IIM - Imóvel de Interesse Municipal · MIM - Monumento de Interesse Municipal · CIM - Conjunto de Interesse Municipal · SIM - Sítio de Interesse Municipal · VC - Em vias de classificação · SPL - Sem proteção legal

## Tondela
| ID       | Designações                                                                           | Categoria              | Tipologia            | Freguesia             | Grau | Ano  | Coordenadas                  | Imagem       |
| -------- | ------------------------------------------------------------------------------------- | ---------------------- | -------------------- | --------------------- | ---- | ---- | ---------------------------- | ------------ |
| 74044    | Estação de arte rupestre pré-histórica de Alagoa                                      | Arqueologia            | Estação Arqueológica | Barreiro de Besteiros | IIP  | 1977 | 40.50579895° N 8.19211023° O |              |
| 73906    | Capela de Nossa Senhora do Campo                                                      | Arquitectura religiosa | Capela               | Campo de Besteiros    | IIP  | 1974 | 40.55084109° N 8.13312181° O |              |
| 71133    | Igreja Velha de Santa Maria                                                           | Arquitectura religiosa | Igreja               | Canas de Santa Maria  | MN   | 1926 | 40.55225937° N 8.03507303° O |              |
| 73406    | Pelourinho de Canas de Santa Maria                                                    | Arquitectura civil     | Pelourinho           | Canas de Santa Maria  | IIP  | 1933 | 40.551669° N 8.033637° O     |              |
| 70991    | Troço de Calçada Romana em Paranho de Besteiros                                       | Arqueologia            | Via                  | Caparrosa             | IIM  | 1992 | 40.61207275° N 8.10239997° O |              |
| 73146    | Estela Menir da Caparrosa                                                             | Arqueologia            | Menir                | Caparrosa             | IIP  | 1997 |                              |              |
| 74968    | Estação de arte rupestre de Alagoa                                                    | Arqueologia            | Estação Arqueológica | Castelões             | IIP  | 1977 | 40.5251724° N 8.16097228° O  |              |
| 69732    | Troço de Calçada Romana de Guardão                                                    | Arqueologia            | Via                  | Guardão               | IIM  | 1992 | 40.57281087° N 8.15827667° O |              |
| 155898   | Pelourinho do Janardo                                                                 | Arquitectura civil     | Pelourinho           | Guardão               | IIP  | 1933 | 40.566377° N 8.157169° O     |              |
| 74043    | Anta da Arquinha da Moura                                                             | Arqueologia            | Dólmen               | Lajeosa               | IIP  | 2002 | 40.51069735° N 8.00451521° O | Mais imagens |
| 74967    | Estação de arte rupestre de Molelinhos                                                | Arqueologia            | Arte Rupestre        | Molelos               | IIP  | 1992 | 40.50527431° N 8.13052548° O |              |
| 73145    | Castro de Nandufe                                                                     | Arqueologia            | Castro               | Nandufe               | VC   | 1989 |                              |              |
| 74551    | Pelourinho de Sabugosa                                                                | Arquitectura civil     | Pelourinho           | Sabugosa              | IIP  | 1933 | 40.572803° N 8.029738° O     |              |
| 73772    | Pelourinho de São João do Monte                                                       | Arquitectura civil     | Pelourinho           | São João do Monte     | IIP  | 1933 | 40.597995° N 8.235164° O     |              |
| 73154    | Penedo dos Mouros                                                                     | Arqueologia            | Sítio arqueológico   | São Miguel do Outeiro | IIP  | 1997 |                              |              |
| 74042    | Pelourinho de São Miguel do Outeiro                                                   | Arquitectura civil     | Pelourinho           | São Miguel do Outeiro | IIP  | 1933 | 40.588312° N 8.026962° O     |              |
| 72325    | Pelourinho de Tondela                                                                 | Arquitectura civil     | Pelourinho           | Tondela               | IIP  | 1933 | 40.51839307° N 8.08148418° O |              |
| 12506436 | Novo Ciclo - Centro de Recursos Culturais e de Desenvolvimento do Concelho de Tondela | n/a                    | n/a                  | Tondela               | IIM  |      | 40.51839307° N 8.08148418° O |              |
| 12518153 | Solar de Sant'Ana                                                                     | n/a                    | n/a                  | Tondela               | IIM  |      | 40.51839307° N 8.08148418° O |              |
| 69733    | Lagar do Fial                                                                         | Arqueologia            | Lagar                | Vilar de Besteiros    | IIM  | 1992 | 40.5517312° N 8.08282867° O  |              |
| 72113    | Solar ou Casa de Vilar                                                                | Arquitectura civil     | Solar                | Vilar de Besteiros    | IIP  | 1998 |                              |              |

 Legenda: PM - Património Mundial · MN - Monumento Nacional · IIP - Imóvel de Interesse Público · MIP - Monumento de Interesse Público · CIP - Conjunto de Interesse Público · SIP - Sítio de Interesse Público · IIM - Imóvel de Interesse Municipal · MIM - Monumento de Interesse Municipal · CIM - Conjunto de Interesse Municipal · SIM - Sítio de Interesse Municipal · VC - Em vias de classificação · SPL - Sem proteção legal

## Vila Nova de Paiva
| ID    | Designações                                                            | Categoria          | Tipologia  | Freguesia             | Grau | Ano  | Coordenadas                  | Imagem |
| ----- | ---------------------------------------------------------------------- | ------------------ | ---------- | --------------------- | ---- | ---- | ---------------------------- | ------ |
| 73397 | Pelourinho de Alhais                                                   | Arquitectura civil | Pelourinho | Alhais                | IIP  | 1933 | 40.86349821° N 7.72510657° O |        |
| 74388 | Pelourinho de Fráguas                                                  | Arquitectura civil | Pelourinho | Fráguas               | IIP  | 1933 | 40.837913° N 7.770598° O     |        |
| 73159 | Anta de Pendilhe ou Casa da Moira ou Orca de Pendilhe ou Orca da Moira | Arqueologia        | Dólmen     | Pendilhe              | IIP  | 2002 | 40.89829245° N 7.82392584° O |        |
| 69836 | Orca dos Juncais ou Anta da Queiriga                                   | Arqueologia        | Dólmen     | Queiriga              | MN   | 1993 | 40.81567963° N 7.73190584° O |        |
| 73905 | Pelourinho de Vila Cova à Coelheira                                    | Arquitectura civil | Pelourinho | Vila Cova à Coelheira | IIP  | 1933 | 40.879676° N 7.803816° O     |        |

 Legenda: PM - Património Mundial · MN - Monumento Nacional · IIP - Imóvel de Interesse Público · MIP - Monumento de Interesse Público · CIP - Conjunto de Interesse Público · SIP - Sítio de Interesse Público · IIM - Imóvel de Interesse Municipal · MIM - Monumento de Interesse Municipal · CIM - Conjunto de Interesse Municipal · SIM - Sítio de Interesse Municipal · VC - Em vias de classificação · SPL - Sem proteção legal

## Viseu
| ID       | Designações                                                                      | Categoria              | Tipologia   | Freguesia            | Grau | Ano  | Coordenadas                           | Imagem       |
| -------- | -------------------------------------------------------------------------------- | ---------------------- | ----------- | -------------------- | ---- | ---- | ------------------------------------- | ------------ |
| 73937    | Castro de Santa Luzia                                                            | Arqueologia            | Castro      | Abraveses            | IIP  | 1997 | 40.69851263° N 7.92086248° O          |              |
| 9327651  | Pelourinho de Barreiros                                                          | Arquitectura civil     | Pelourinho  | Barreiros            | IIP  | 1933 | 40.66105511° N 7.90835132° O          |              |
| 155968   | Igreja Paroquial de Cavernães                                                    | Arquitectura religiosa | Igreja      | Cavernães            | IIP  | 2001 |                                       |              |
| 71643    | Casa do Rossio                                                                   | Arquitectura civil     | Casa        | Coração de Jesus     | IIM  | 2004 | 40.658075° N 7.914618° O              |              |
| 73197    | Capela de Nossa Senhora da Victória, próxima à Igreja dos Terceiros              | Arquitectura religiosa | Capela      | Coração de Jesus     | IIP  | 1947 | 40.655402° N 7.916547° O              |              |
| 9327510  | Pelourinho de Couto de Baixo                                                     | Arquitectura civil     | Pelourinho  | Couto de Baixo       | IIP  | 1933 | 40.658007° N 8.006583° O              |              |
| 75008    | Anta do Repilau                                                                  | Arqueologia            | Dólmen      | Couto de Cima        | IIP  | 1993 | 40.6948347° N 7.9887847° O            |              |
| 75009    | Anta 1 da Lameira do Fojo                                                        | Arqueologia            | Dólmen      | Couto de Cima        | IIP  | 1992 | 40.69915144° N 7.98427935° O          | Mais imagens |
| 73512    | Troço da Estrada Romana de Almargem                                              | Arqueologia            | Via         | Lordosa              | IIP  | 1977 | 40.75357962° N 7.89830799° O          |              |
| 71640    | Igreja de São Francisco do Monte ou Mosteiro de São Francisco do Monte de Orgens | Arquitectura religiosa | Igreja      | Orgens               | IIP  |      |                                       | Mais imagens |
| 73396    | Pelourinho de Povolide                                                           | Arquitectura civil     | Pelourinho  | Povolide             | IIP  | 1933 | 40.673222° N 7.785328° O              |              |
| 73264    | Capela da Senhora da Saúde                                                       | Arquitectura religiosa | Capela      | Ranhados             | IIP  | 1975 |                                       |              |
| 74386    | Troços de antigas vias do concelho de Viseu                                      | Arqueologia            | Via         | Ranhados             | IIP  | 1990 | 40.64307222° N 7.89936752° O          |              |
| 74437    | Troço de Via Romana entre Ranhados e Coimbrões                                   | Arqueologia            | Via         | Ranhados             | IIP  | 1990 | 40.63000331° N 7.88514653° O          |              |
| 69768    | Anta de Mamaltar do Vale de Fachas                                               | Arqueologia            | Dólmen      | Rio de Loba          | MN   |      | 41.09923333° N 7.80861667° O          |              |
| 97007266 | Antigo Hospital de São Teotónio / Antigo Hospital da Misericórdia de Viseu       | Monumento              |             | Santa Maria          | n/c  |      | 40.65283333° N 7.913566667° O         |              |
| 70673    | Sé de Viseu                                                                      | Arquitectura religiosa | Catedral    | Santa Maria de Viseu | MN   | 1910 | 40.659851° N 7.91073° O               | Mais imagens |
| 70674    | Edifício do Antigo Seminário                                                     | Arquitectura religiosa | Seminário   | Santa Maria de Viseu | MN   | 1924 | 40.66018° N 7.910964° O               |              |
| 70675    | Muralhas e Portas Antigas da Cidade                                              | Arquitectura militar   | Muralha     | Santa Maria de Viseu | MN   | 1915 | 40.661653421531° N 7.9086676239967° O |              |
| 70676    | Paço da Torre da rua de D. Duarte (antiga rua da Cadeia)                         | Arquitectura civil     | Torre       | Santa Maria de Viseu | MN   | 1910 | 40.658857° N 7.911789° O              | Mais imagens |
| 71040    | Solar dos Peixotos                                                               | Arquitectura civil     | Solar       | Santa Maria de Viseu | IIM  | 1982 | 40.656259° N 7.911868° O              |              |
| 73767    | Casa dos Primes                                                                  | Arquitectura civil     | Casa        | Santa Maria de Viseu | IIP  | 1978 | 40.656973° N 7.911884° O              | Mais imagens |
| 73768    | Igreja de Santo António do antigo Convento das freiras Beneditinas               | Arquitectura religiosa | Igreja      | Santa Maria de Viseu | IIP  | 1993 | 40.660229° N 7.90804° O               |              |
| 73769    | Casa senhorial, apoiada sobre as muralhas de Viseu                               | Arquitectura civil     | Casa        | Santa Maria de Viseu | IIP  | 1957 | 40.66112408° N 7.91143745° O          |              |
| 73770    | Casa de São Miguel                                                               | Arquitectura civil     | Casa        | Santa Maria de Viseu | IIP  | 1978 | 40.66112408° N 7.91143745° O          | Mais imagens |
| 73771    | Casa de Treixedo                                                                 | Arquitectura civil     | Casa        | Santa Maria de Viseu | IIP  | 1978 | 40.65903° N 7.910441° O               | Mais imagens |
| 74101    | Casa da Calçada (calçada da vigia)                                               | Arquitectura civil     | Casa        | Santa Maria de Viseu | IIP  | 1978 | 40.66112408° N 7.91143745° O          | Mais imagens |
| 155970   | Igreja da Misericórdia de Viseu                                                  | Arquitectura religiosa | Igreja      | Santa Maria de Viseu | VC   | 1998 | 40.660232° N 7.911896° O              | Mais imagens |
| 155966   | Casa da Vilela                                                                   | Arquitectura civil     | Casa        | São João de Lourosa  | IIP  | 1999 |                                       |              |
| 10509653 | Quinta de Chão de São Francisco e Capela de Nossa Senhora dos Escravos           | Arquitectura civil     | Quinta      | São João de Lourosa  | VC   | 2006 |                                       |              |
| 70458    | Cava do Viriato                                                                  | Arqueologia            | Acampamento | São José             | MN   | 1910 | 41.09653056° N 7.8068° O              | Mais imagens |
| 74550    | Capela de São João da Carreira                                                   | Arquitectura religiosa | Capela      | São José             | IIP  | 1986 | 40.6639865° N 7.91081309° O           |              |
| 72211    | Fonte Setecentista estilo D. João V                                              | Arquitectura civil     | Fonte       | São Salvador         | VC   | 1983 |                                       |              |
| 155969   | Casa do Loureiro                                                                 | Arquitectura civil     | Casa        | Silgueiros           | IIM  | 2004 | 40.56512614° N 7.9630832° O           |              |
| 69727    | Quatro Lagares (conjunto)                                                        | Arquitectura civil     | Lagar       | Vila Chã de Sá       | IIP  | 1974 | 40.59852392° N 7.97403361° O          |              |

 Legenda: PM - Património Mundial · MN - Monumento Nacional · IIP - Imóvel de Interesse Público · MIP - Monumento de Interesse Público · CIP - Conjunto de Interesse Público · SIP - Sítio de Interesse Público · IIM - Imóvel de Interesse Municipal · MIM - Monumento de Interesse Municipal · CIM - Conjunto de Interesse Municipal · SIM - Sítio de Interesse Municipal · VC - Em vias de classificação · SPL - Sem proteção legal

## Vouzela
| ID     | Designações                                                                                    | Categoria              | Tipologia  | Freguesia            | Grau | Ano  | Coordenadas                  | Imagem       |
| ------ | ---------------------------------------------------------------------------------------------- | ---------------------- | ---------- | -------------------- | ---- | ---- | ---------------------------- | ------------ |
| 72058  | Casa Solar da Igreja                                                                           | Arquitectura civil     | Casa       | Cambra               | VC   | 1984 |                              |              |
| 72164  | Casa no lugar da Corujeira                                                                     | Arquitectura civil     | Casa       | Cambra               | VC   | 1984 |                              |              |
| 73728  | Igreja de São Julião ou Igreja Paroquial de Cambra )                                           | Arquitectura religiosa | Igreja     | Cambra               | IIP  | 1945 | 40.68403394° N 8.15532766° O | Mais imagens |
| 155971 | Castro do Cabeço do Couço                                                                      | Arqueologia            | Castro     | Campia               | IIP  | 1995 |                              |              |
| 74251  | Igreja Matriz de Fataunços (Img)                                                               | Arquitectura religiosa | Igreja     | Fataunços            | IIP  | 1996 | 40.72823174° N 8.08340947° O |              |
| 69691  | Castro em Paços de Vilharigues                                                                 | Arqueologia            | Povoado    | Paços de Vilharigues | VC   |      |                              |              |
| 72324  | Ruínas do Castelo de Vilharigues                                                               | Arquitectura militar   | Castelo    | Paços de Vilharigues | IIP  | 1944 | 40.71653544° N 8.13312482° O | Mais imagens |
| 73831  | Capela da Casa de Prazias                                                                      | Arquitectura religiosa | Capela     | Ventosa              | IIP  | 1945 | 40.70572435° N 8.09762546° O |              |
| 71217  | Igreja de Santa Maria ou Igreja de Nossa Senhora da Assunção ou Igreja Matriz de Vouzela (Img) | Arquitectura religiosa | Igreja     | Vouzela              | MN   | 1922 | 40.72315242° N 8.1121513° O  | Mais imagens |
| 72162  | Casa dos Távoras                                                                               | Arquitectura civil     | Casa       | Vouzela              | VC   | 1984 |                              |              |
| 72163  | Edifício dos Paços do Concelho de Vouzela                                                      | Arquitectura civil     | Edifício   | Vouzela              | VC   | 1984 |                              |              |
| 72166  | Edifício do Museu Municipal de Vouzela                                                         | Arquitectura civil     | Edifício   | Vouzela              | VC   | 1984 |                              |              |
| 74481  | Pelourinho de Vouzela (Img)                                                                    | Arquitectura civil     | Pelourinho | Vouzela              | IIP  | 1933 | 40.723393° N 8.110944° O     | Mais imagens |

 Legenda: PM - Património Mundial · MN - Monumento Nacional · IIP - Imóvel de Interesse Público · MIP - Monumento de Interesse Público · CIP - Conjunto de Interesse Público · SIP - Sítio de Interesse Público · IIM - Imóvel de Interesse Municipal · MIM - Monumento de Interesse Municipal · CIM - Conjunto de Interesse Municipal · SIM - Sítio de Interesse Municipal · VC - Em vias de classificação · SPL - Sem proteção legal
1. ↑  publico.pt (7 de fevereiro de 2023). «Há dois novos monumentos nacionais em Portugal»